# The Trooper
The Trooper (У преводу: коњаник) је девети сингл британске хеви метал бенда Ајрон Мејден и други са њиховог албума Piece of Mind. Песму је написао Стив Харис и издата је 10. јуна 1983. године. Песма говори о бици на Балаклави, вођеној 1854. године током Кримског рата. Текст песме се делимично заснива на поеми Јуриш Лаке коњице Алфреда Лорда Тенисона. Песма се пева са гледишта мртвог коњаника, који је на омоту приказан као ћелави Еди са лоботомијским шавовима.
Сматра се за једну од најбољих хеви метал песма. Певач, Брус Дикинсон често је изводи у војном црвеном капуту, држећи велику заставу Уједињеног Краљевства. Такође понекад Дикинсон када најављује песму изговара почетне стихове Тенисонове поеме. Ово је једна од ретких песама бенда, која је имала доста радијских пуштања и комерцијални успех у Сједињеним Државама, заузевши 28. место на топ-листи рока. Песма је касније скинута са сет листе The Final Frontier турнеје из 2010. године, али је касније опет враћена.
Главни мелодија песме је слична галопирању коња, како би одражавало тему лирике. Такође интересантан је промена мелодије гитара између строфа. Гитаристи бенда, Дејв Мари и Адријан Смит, касније и Јаник Герс, имају хармонични ритам, чиме се добија на дубини. После повратка Смита, троје гитариста свирају у троделној хармонији.
Први соло изводи Адријан Смит, а између 1990. и 1999. Јаник Герс. Од 1999. они га заједно изводе у хармонији. Други изводи Дејв Мари и приметно се променио током година.

## Песме сингла

### 1983. сингл
1. „“ (Харис) – 4:10
2. „“ (Ајан Андресон, Џетро Тул песма) – 3:55

### 2005. Реиздавање
1. „“ (са видео албума ) (Харис) – 4:12
2. „“ (оригинална студијска верзија) (Харис) – 4:10
3. „“ (снимано током наступа у Рејкјавику, Исланд, 7. јуна 2005) (Харис) – 4:24
4. „“ (снимано током наступа у Рејкјавику, Исланд, 7. јуна 2005) (Харис)
5. „“ (снимано током наступа у Рејкјавику, Исланд, 7. јуна 2005) (Харис)
6. „“ (видео-снимак са видео албума ) (Харис) – 4:12
7. „“ (првобитни музички видео) (Харис) – 4:10

### 2005 реиздање 7" плавим плочама
1. „“ (са видео албума ) (Харис) – 4:12
2. „“ (снимано током наступа у Рејкјавику, Исланд, 7. јуна 2005) (Харис)

## Извођачи
- Брус Дикинсон – певач
- Дејв Мари – гитара
- Адријан Смит – гитара, пратећи вокали
- Стив Харис – бас гитара, пратећи вокали
- Нико Мекбрејн – бубњеви